# Carlos Arregui
Carlos Alberto Arregui (José C. Paz, 7 de noviembre de 1954-Véneto, 5 de mayo de 2023) fue un futbolista argentino que jugaba de volante. Toda su carrera profesional la desarrolló en el Club Ferro Carril Oeste.

## Trayectoria
Es el tercer jugador con mayor cantidad de partidos jugados en Ferro: 425, tanto  en primera división entre 1973 y 1977, y entre 1979 y 1986, como en segunda división en 1978. También disputó la Copa Libertadores 1983 y la Copa Libertadores 1985. Se desempeñaba como volante derecho.
Fue apodado la Motoneta debido a su capacidad de superar a sus rivales con el cambio de velocidad.
Pudo haber estado en la lista del Mundial de España 1982. Lo concreto es que cuando Carlos Salvador Bilardo asumió como entrenador de la Selección, el viernes 18 de marzo de 1983 dio una lista de 18 jugadores y uno de ellos era Carlos Alberto Arregui.
Se dio el gusto de vestir 5 veces la camiseta celeste y blanca: dos ante Chile (2-2 y 1-0) en 1983 y tres en la Copa Nehru, en Calcuta, en enero de 1984: 1-1 con Polonia, 0-1 ante China y 3-0 al Vasas Budapest de Hungría, en el que hizo el segundo gol.
Se perdió la Copa Mundial de España 1982 por una uña encarnada, que finalmente lo dejó fuera de la lista de convocados. Esto tras un mal intencionado pisotón de Maradona en un entrenamiento.
Luego del retiro del fútbol profesional, jugó en el club Estudiantes Unidos de Bariloche, para después radicarse en la Provincia de Treviso, Italia.

## Clubes
| Club              | País      | Año       | Partidos | Goles |
| ----------------- | --------- | --------- | -------- | ----- |
| Ferrocarril Oeste | Argentina | 1973-1986 | 413      | 49    |

## Palmarés

### Campeonatos nacionales
| Título             | Club              | País      | Año    |
| ------------------ | ----------------- | --------- | ------ |
| Primera División B | Ferrocarril Oeste | Argentina | 1978   |
| Primera División   | Ferrocarril Oeste | Argentina | N-1982 |
| Primera División   | Ferrocarril Oeste | Argentina | N-1984 |